# 拉基特诺耶区
拉基特诺耶区（俄语：Ракитянский район）是俄罗斯联邦别尔哥罗德州下辖的一个区，其行政中心为拉基特诺耶。据2016年统计，该区的人口为34930人。